# Entomologie

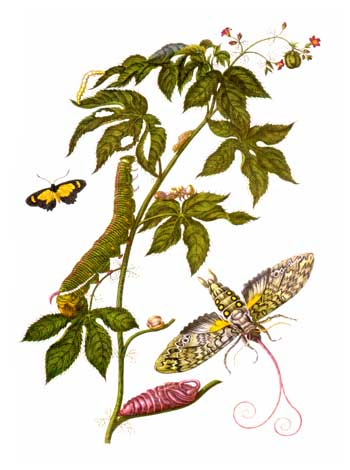
Maria Sibylla Merian: Metamorphosis insectorum Surinamensium (Metamorfózy surinamského hmyzu), 1705; ukázka z publikace

Entomologie (z řeckého εντομος „vyřezaný do sekcí“; entomon hmyz, logos věda) je věda zabývající se studiem hmyzu. Patří mezi biologické, resp. zoologické vědy. Odborník v entomologii se nazývá entomolog, entomoložka.
Entomologii lze dělit na základní entomologii a aplikovanou entomologii (lékařská, veterinární, lesnická, zemědělská).

## Některé entomologické disciplíny
- dipterologie – nauka o dvoukřídlém hmyzu
- hymenopterologie – nauka o blanokřídlém hmyzu
- koleopterologie – nauka o broucích
- lepidopterologie – nauka o motýlech
- odonatologie – nauka o vážkách

## Historie
Prvním člověkem v historii lidské společnosti,[zdroj?] který se zabýval entomologií, byl ve 4. století př. n. l. Aristotelés. Tento starověký řecký vědec a filozof dal základ vzniku zoologie. I název vědy „entomologie“ pochází od Aristotela.[zdroj?]

## Významní entomologové
- Ulisse Aldrovandi (1522–1605)
- Maria Sibylla Merianová (1647–1717)
- Carl Linné (1707–1778)
- Johan Christian Fabricius (1745–1808)
- Johann Karl Wilhelm Illiger (1775–1813)
- Jean-Henri Fabre (1823–1915)
- Ernst Jünger (1895–1998)
- Willi Hennig (1913–1976)
- Edward Osborne Wilson (1929–2021)
- Jindřich Roháček (*1951)

## Česká společnost entomologická
Česká společnost entomologická byla založena v roce 1904 v Praze. Členové společnosti se věnují studiu hmyzu v oborech systematika, faunistika, bionomie (způsob života), ekologie a obecná a aplikovaná entomologie na území České republiky i v zahraničí.